# Fuensaldaña
Fuensaldaña ist ein nordspanischer Ort und eine Gemeinde (municipio) mit 2.137 Einwohnern (Stand: 2024) in der Provinz Valladolid in der Autonomen Region Kastilien-León; sie gehört zum Weinbaugebiet „Cigales D. O.“. 

## Lage
Der Ort Fuensaldaña liegt nahe der Autovía A-62 in einer Höhe von ca. 745 m. Die Entfernung zur südöstlich gelegenen Provinzhauptstadt Valladolid beträgt nur knapp 9 km (Fahrtstrecke). Das Klima im Winter ist rau, im Sommer dagegen trocken und warm; der eher spärliche Regen (ca. 425 mm/Jahr) fällt überwiegend im Winterhalbjahr.

## Bevölkerungsentwicklung
| Jahr      | 1857 | 1900  | 1950 | 2000  | 2017  |
| Einwohner | 881  | 1.002 | 879  | 1.002 | 1.607 |

Wegen der Mechanisierung der Landwirtschaft und der Aufgabe bäuerlicher Kleinbetriebe wanderten viele Arbeitskräfte und deren Familien in der zweiten Hälfte des 20. Jahrhunderts in die größeren Städte ab (Landflucht); wegen der relativen Nähe zur Großstadt Valladolid wurde in ca. 1 km Entfernung zum alten Ortskern in den 1990er Jahren eine Neubausiedlung errichtet, so dass die Gesamtbevölkerung der Gemeinde seitdem deutlich angewachsen ist.

## Wirtschaft
Das Umland von Fuensaldaña war und ist in hohem Maße landwirtschaftlich geprägt, wobei die Viehzucht traditionell eine weniger wichtige Rolle spielte; der Ort bot die notwendigen regionalen Dienstleistungen in den Bereichen Handwerk und Handel. Im 19. Jahrhundert wurde der Canal de Castilla durch das Gemeindegebiet geführt. Fuensaldaña ist Teil des kleinen Weinbaugebiets „Cigales“; der Tourismus spielt nur eine untergeordnete Rolle.

## Geschichte
Um 400 v. Chr. war die Gegend von der keltischen Volksgruppe der Vaccäer besiedelt. Im 2. Jahrhundert v. Chr. brachten die Römer weite Teile der Iberischen Halbinsel unter ihre Kontrolle; sie brachten überdies die Kunst des Weinbaus mit. Im 5. Jahrhundert n. Chr. kamen die Vandalen, die jedoch von den Westgoten nach Nordafrika abgedrängt wurden. Im 8. Jahrhundert drangen arabisch-maurische Heere bis weit in den Norden vor, konnten jedoch die Gebiete nördlich des Kantabrischen Gebirges (Baskenland, Kantabrien, Asturien, Galicien) nicht erobern. Bereits im 10. und 11. Jahrhundert wurden sie von christlichen Heeren nach Süden abgedrängt (reconquista), wobei das ca. 20 km südlich von Fuensaldaña gelegene Tal des Duero lange Zeit die jeweiligen Einflusssphären voneinander abgrenzte. In einer Urkunde des 13. Jahrhunderts ist erstmals der Ortsname Fuent Saldania dokumentiert. Im Jahr 1584 errichtete Philipp II. die Grafschaft (condado) Fuensaldaña.

## Sehenswürdigkeiten

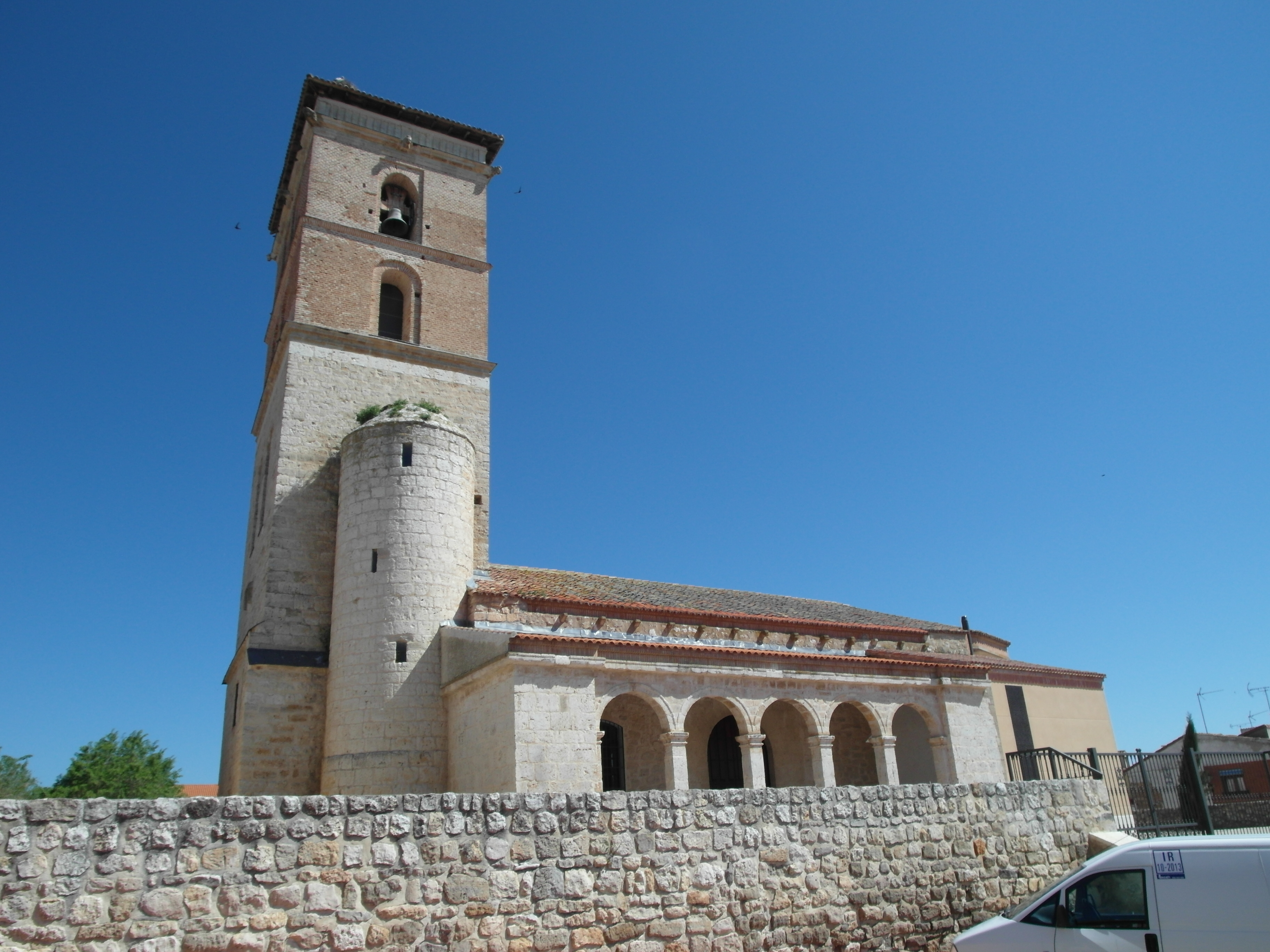
Iglesia de San Cipriano

- Das flächenmäßig kleine, aber durch seinen sich auf rechteckigem Grundriss ca. 34 m hoch erhebenden Bergfried (torre del homenaje) äußerst imposant wirkende Castillo de los Vivero wurde um die Mitte des 15. Jahrhunderts aus exakt behauenen Steinen erbaut. Sowohl der Bergfried als auch die Hofmauer sind durch dreiviertelrunde Ecktürme stabilisiert, die – wie die leicht vorkragenden Wehrgänge – zu einem einheitlichen Bild der Gesamtanlage beitragen. Die ehemalige Burg diente zwischenzeitlich als Parador; heute kann sie besichtigt werden.[4]
- Die einschiffige Iglesia de San Cipriano ist dem hl. Cyprian von Karthago geweiht und entstand im 13. Jahrhundert aus Hausteinen und Ziegelsteinen. Im 16. Jahrhundert wurde die repräsentative Südvorhalle (portico) hinzugefügt.
- Das Rathaus (ayuntamiento) ist ein moderner Ziegelsteinbau mit Uhrenturm.

## Persönlichkeiten
- Agustín Parrado y García (1872–1946), römisch-katholischer Geistlicher, Erzbischof von Granada 1934–1946